# João Sanguinário
João Sanguinário (em latim: Ioannes Sanguinarius), segundo algumas fontes, foi um oficial bizantino do século VI, ativo no reinado do imperador Justiniano (r. 527–565). Em 540, quando serviu como mestre dos soldados na Itália, supostamente perseguiu e capturou o rei Vitige (r. 536–540) e então o levou a Belisário em Roma. Essa versão, no entanto, é inconsistente com o relato de Procópio de Cesareia. Com isso, ou João é uma invenção de algumas das fontes, ou pode ser identificado com um dos generais de Belisário com esse nome, talvez João, o Glutão.